# Municipio de Spade
El municipio de Spade (en inglés: Spade Township) es un municipio ubicado en el condado de Knox en el estado estadounidense de Nebraska. En el año 2010 tenía una población de 58 habitantes y una densidad poblacional de 0,63 personas por km².

## Geografía
El municipio de Spade se encuentra ubicado en las coordenadas 42°39′18″N 97°53′46″O / 42.65500, -97.89611. Según la Oficina del Censo de los Estados Unidos, el municipio tiene una superficie total de 91.91 km², de la cual 91,91 km² corresponden a tierra firme y (0 %) 0 km² es agua.

## Demografía
Según el censo de 2010, había 58 personas residiendo en el municipio de Spade. La densidad de población era de 0,63 hab./km². De los 58 habitantes, el municipio de Spade estaba compuesto por el 51,72 % blancos, el 48,28 % eran amerindios. Del total de la población el 0 % eran hispanos o latinos de cualquier raza.